# Chloroclystis leucopygata
Chloroclystis leucopygata är en fjärilsart som beskrevs av W. Warren 1896. Chloroclystis leucopygata ingår i släktet Chloroclystis och familjen mätare. Inga underarter finns listade i Catalogue of Life.